# ابن الأعسر
ابن الأعسر
هو القاضي محمد بن محمد بن عمر بن محمد الشمس القرشي الهاشمي الجعفري الغزي الشافعي, عرف بابن الأعسر, ولد عام 763هـ-1361م وولي قضاء الحنفية بغزة زمناً فيها نحو سنتين ثم صرف, ثم ولي قضاء الشافعية واشتهر بالتدريس والإفتاء وكانت وفاته في رجب 846هـ تشرين الثاني 1440م بغزة عن عمر يناهز الثالثة والثمانين.
المصدر: اتحاف الأعزة في تاريخ غزة 